# Liste von Kunstwerken im öffentlichen Raum in Unna
Die Liste von Kunstwerken im öffentlichen Raum in Unna gibt einen Überblick über Kunst im öffentlichen Raum, unter anderem Skulpturen, Plastiken, Landmarken und andere Kunstwerke in Unna, Kreis Unna. Es besteht kein Anspruch auf Vollständigkeit.

## Kunstwerke in Unna
| Bezeichnung                           | Standort | Koordinate                      | errichtet | Künstler                                                  | Anmerkungen | Bild |
| ------------------------------------- | --- | ------------------------------- | --------- | --------------------------------------------------------- | --- | ---- |
| Pin_Ball                              | Parkhausdach der Sparkasse UnnaKamen, Bahnhofstraße 37                                                          | 51° 32′ 14,5″ N, 7° 41′ 32,6″ O | 2004      | Thomas Klegin                                             | 50 Baufluchtstäbe, verzinkter Stahl, Durchmesser 4 m                                                                |      |
| Fibonacci-Reihe                       | Lindenplatz 1 (Schornstein des Zentrums für Internationale Lichtkunst)                                          | 51° 32′ 4,7″ N, 7° 41′ 5,4″ O   | 2001      | Mario Merz                                                | Neon-Zahlen auf Metallrahmen, Zahlen (je 55 cm hoch) am 52 m hohen Turm, Fibonacci-Folge von 1 bis 987 (bis n = 16) |      |
| Brunnenplastik Rathausplatz           | Rathausplatz | 51° 32′ 17″ N, 7° 41′ 28,5″ O   | 1990      | Carlernst Kürten                                          | Prismatische Säule, polierter Bühler Granit, Höhe 5 m                                                               |      |
| Ecce Homo                             | Rathausgalerie                                                                                                  | 51° 32′ 18,6″ N, 7° 41′ 28,7″ O | 1986      | Heinz Kleine-Klopries (verh. Ackermann)                   | Lego-Plastik, Höhe 2,25 m                                                                                           |      |
| Ecce Homo II                          | Rathausgalerie                                                                                                  | 51° 32′ 18,6″ N, 7° 41′ 28,7″ O | 1986      | Heinz Kleine-Klopries (verh. Ackermann)                   | |      |
| Third Breath, 2005/2009               | Lindenplatz 1, Zentrum für Internationale Lichtkunst                                                            | 51° 32′ 7,6″ N, 7° 41′ 6,9″ O   | 2009      | James Turrell                                             | Installation mit zwei Wahrnehmungsräumen, Camera Obscura und Skyspace                                               |      |
| Meteora                               | Bornekamp (Park Bornekampstraße)                                                                                | Koordinaten fehlen! Hilf mit.   | 1980      | Gruppe Kontakt Kunst                                      | Zweiteilige Holz-Stahl-Skulptur                                                                                     |      |
| Der Holzblockwagen                    | Bornekamp (Park Bornekampstraße)                                                                                | Koordinaten fehlen! Hilf mit.   | 1983      | Paul Fuchs                                                | Teil des vierteiligen Klangweges                                                                                    |      |
| Der Windvogel                         | Bornekamp (Park Bornekampstraße)                                                                                | Koordinaten fehlen! Hilf mit.   | 1983      | Paul Fuchs                                                | Teil des vierteiligen Klangweges                                                                                    |      |
| Der Außerirdische                     | Bornekamp (Park Bornekampstraße)                                                                                | Koordinaten fehlen! Hilf mit.   | 1983      | Paul Fuchs                                                | Teil des vierteiligen Klangweges                                                                                    |      |
| Das Trompetentier                     | Bornekamp (Park Bornekampstraße)                                                                                | Koordinaten fehlen! Hilf mit.   | 1985      | Paul Fuchs                                                | Teil des vierteiligen Klangweges                                                                                    |      |
| Inklination                           | Bornekamp (Park Bornekampstraße)                                                                                | Koordinaten fehlen! Hilf mit.   | 1998      | Paul Fuchs                                                | Höhe 16 m |      |
| Regenfrau                             | Bornekamp (Park Bornekampstraße)                                                                                | Koordinaten fehlen! Hilf mit.   | 1987      | Paul Fuchs                                                | Höhe 6,5 m Früherer Standort Freizeitbad Unna-Massen, seit 2014 am Standort Bornekamp                               |      |
| Steinfeld mit Vegetationslinie        | Bornekamp (Park Bornekampstraße) unter der Autobahnbrücke                                                       | Koordinaten fehlen! Hilf mit.   | 1994      | Karl-Friedrich Fritsche                                   | |      |
| Siebenklang                           | Bornekamp (Park Bornekampstraße)                                                                                | 51° 31′ 3,2″ N, 7° 41′ 14″ O    | 1995      | Marlen Liebau                                             | Solarskulptur mit 7 Klangköpfen auf Säulen                                                                          |      |
| Erd-Mal                               | Bornekamp (Park Bornekampstraße)                                                                                | Koordinaten fehlen! Hilf mit.   | 1994/1995 | Karina Raeck                                              | Kräuterspirale für Wildkräuter aus Kalkmergelschutt um drei Eschen                                                  |      |
| Steinkreis – Bornekamp „Katzebuckel“  | Bornekamp (Park Bornekampstraße)                                                                                | Koordinaten fehlen! Hilf mit.   | 1998      | Holger Hagedorn                                           | |      |
| Wasser-Stau                           | Kreuzung Josef-Ströthoff-Straße / Ecke Wasserstraße                                                             | 51° 31′ 59,8″ N, 7° 41′ 27,9″ O | 1989      | Gruppe Kontakt Kunst, Hans-Werner Kalkmann                | Brunnenskulptur, Tor und blau lackiertes Aluminiumelement                                                           |      |
| Stelengruppe                          | Südring, Peter-Weiss-Gesamtschule                                                                               | 51° 32′ 0,7″ N, 7° 41′ 45,3″ O  | 1966      | Josef Rikus                                               | Sechs Stelen |      |
| Hoffnung (Mauer mit Kind)             | Stadtgarten, Ostring, Richtung Bahnhof                                                                          | 51° 32′ 14,9″ N, 7° 41′ 36,1″ O | 1986      | Janina Jelenska Papp                                      | Beton |      |
| Kriegsdenkmal im Stadtgarten          | Stadtgarten, Ostring, Richtung Bahnhof                                                                          | 51° 32′ 13,5″ N, 7° 41′ 35,1″ O | 1935      | Joseph Enseling                                           | Relief |      |
| Windbewegliche Plastik                | Bergenkamp, Unna                                                                                                | 51° 32′ 44,6″ N, 7° 41′ 47,4″ O | 1981      | Carlernst Kürten                                          | Stahlblech, Chromnickelstahlrohre, Höhe 8 m                                                                         |      |
| Große Begegnung                       | Bahnhofstraße, Einmündung Morgenstraße                                                                          | 51° 32′ 9,3″ N, 7° 41′ 27,3″ O  | 1984      | Ernst Oldenburg                                           | |      |
| Kastanienbrunnen                      | Vor dem Seniorentreff „Fäßchen“, Hertingerstraße                                                                | 51° 32′ 1,5″ N, 7° 41′ 21,4″ O  | 1982      | Carlernst Kürten                                          | Anröchter Dolomit, Bronze                                                                                           |      |
| Freiplastik                           | Morgenstraße, vor dem Pestalozzi-Gymnasium                                                                      | 51° 32′ 6,3″ N, 7° 41′ 55,1″ O  | 1989      | Carlernst Kürten                                          | Granit, Edelstahl, Beton, Höhe 5,5 m                                                                                |      |
| Eselsbrunnen                          | Auf dem alten Markt                                                                                             | 51° 32′ 4,7″ N, 7° 41′ 23,1″ O  | 1978      | Josef Baron                                               | Bronze, Skulptur Mann mit störrischem Esel                                                                          |      |
| Der Mahnende Ikarus                   | Schulgarten des Ernst-Barlach-Gymnasiums                                                                        | Koordinaten fehlen! Hilf mit.   |           | Josef Baron                                               | |      |
| Die Lesende                           | Burgstraße am Hellweg-Museum                                                                                    | 51° 32′ 12″ N, 7° 41′ 31,9″ O   | 1993      | Karlheinz Oswald                                          | Bronze |      |
| Ich                                   | Ernst-Barlach-Gymnasium                                                                                         | 51° 31′ 51,9″ N, 7° 41′ 40,5″ O | 1989      | Konrad Sieven                                             | Stein, Bronze |      |
| Taubenkasper                          | Markt Königsborn                                                                                                | 51° 33′ 36,3″ N, 7° 41′ 5,7″ O  | 1981      | Hans-Werner Kalkmann                                      | Sandstein, Stahl, Eichenholz                                                                                        |      |
| Seejungfrau (Die Liegende)            | Anne-Frank-Realschule Unna-Königsborn                                                                           | 51° 32′ 48,9″ N, 7° 41′ 26,9″ O | 1966      | Kurt Lehmann                                              | |      |
| Fabeltier                             | Berliner Allee, Unna-Königsborn                                                                                 | 51° 32′ 54,2″ N, 7° 41′ 35,3″ O | 1984      | Gruppe Kontakt Kunst, Otto Almstadt, Hans-Werner Kalkmann | Stein, Eichenholz, Höhe 2,70 m                                                                                      |      |
| Klangspiel                            | Jugendkunstschule                                                                                               | 51° 32′ 53,1″ N, 7° 41′ 11,7″ O | 2004      | Claus van Bebber, Helmut Lemke                            | Holzgerüst, Rohre, Stahlseile                                                                                       |      |
| Glückauf-Stollen                      | Kamener Straße/Glückauf-Kaserne                                                                                 | 51° 33′ 48,6″ N, 7° 40′ 46,3″ O | 1981      | H. Schlüter                                               | Vor Glückauf-Kaserne Unna-Königsborn                                                                                |      |
| Die Schöne                            | Bühne im Bürgerhaus Unna-Massen                                                                                 | 51° 32′ 6,6″ N, 7° 38′ 49,9″ O  | 1960      | Almuth Lütkenhaus                                         | |      |
| Familie                               | Wellersbergplatz                                                                                                | Koordinaten fehlen! Hilf mit.   |           |                                                           | Stein |      |
| Erscheinen-Verschwinden               | Einmündung Afferder Bach in den Massener Bach, zwischen Afferder Weg (Bürgerhaus) / Kreurund, Dortmunder Straße | 51° 33′ 28,3″ N, 7° 39′ 15,3″ O | 2013      | Claudia Schmacke                                          | Wasser-Installation, Projekt: Über Wasser gehen                                                                     |      |
| Paar 1943 (Der Pole und die Deutsche) | Lünerner Bahnhofstraße                                                                                          | 51° 32′ 54,6″ N, 7° 45′ 39,9″ O | 1987      | Christian Brachmann                                       | |      |
| Obstwiese                             | Hemmerder Dorfstraße, vor der Sparkassenzweigstelle                                                             | 51° 32′ 52,2″ N, 7° 48′ 41″ O   |           | Josef Baron                                               | Bronzesäule mit Relief                                                                                              |      |
| Schulkinder                           | Hemmerder Dorfstraße/Friedhofsweg                                                                               | 51° 32′ 43,9″ N, 7° 48′ 42″ O   | 2008      | Harald K. Müller                                          | Bronze |      |
| Doppelfaltung                         | Hochschulcampus Unna                                                                                            | Koordinaten fehlen! Hilf mit.   | 1989      | Peter Schwickerath                                        | Stahl verzinkt, 500 × 250 × 125 cm                                                                                  |      |
| Ensemble Friedrichsborn               | Mühle Friedrichsborn und das angrenzende Fachwerkhaus, Eingang des Unnaer Kurparks                              | 51° 33′ 0,1″ N, 7° 40′ 57,4″ O  |           | Michael Batz                                              | Lichtinstallation                                                                                                   |      |
| Evangelische Stadtkirche              | Kirchplatz 1 | 51° 32′ 6″ N, 7° 41′ 29,8″ O    | 2002      | Berry van Egten                                           | Lichtinstallation                                                                                                   |      |